# Białobrzuszka złotogłowa
Białobrzuszka złotogłowa, barwinka białobrzucha (Pionites leucogaster) – gatunek średniej wielkości ptaka z rodziny papugowatych (Psittacidae). Występuje w centralnej Ameryce Południowej; poszczególne podgatunki ze względu na różnice w klasyfikacjach mają różny stopień zagrożenia – najmniejszej troski (LC) i narażony na wyginięcie (VU).

## Taksonomia
Po raz pierwszy gatunek opisał Heinrich Kuhl w 1820 na łamach Nova Acta (Verhandlungen) Academia Caesarea Leopoldino-Carolina Germanica Naturae Curisorum. Nowemu gatunkowi nadał nazwę Psittacus leucogaster. Obecnie (2020) Międzynarodowy Komitet Ornitologiczny umieszcza ten gatunek w rodzaju Pionites wraz z drugim gatunkiem – białobrzuszką czarnogłową (barwinką czarnogłową; Pionites melanocephalus). Wyróżnia 3 podgatunki, podobnie jak autorzy Kompletnej listy ptaków świata. Autorzy Handbook of the Birds of the World Alive odróżniają jednak 3 odrębne gatunki – białobrzuszki: żółtorzytne, żółtosterne i złotogłowe, podobnie jak i autorzy BirdLife International i IUCN – z tego powodu każdy podgatunek ma odmienny status IUCN. Przedstawiciele różnych podgatunków różnią się wyłącznie szczegółami upierzenia, występuje również przynajmniej jedna strefa hybrydyzacji.

## Podgatunki i zasięg występowania

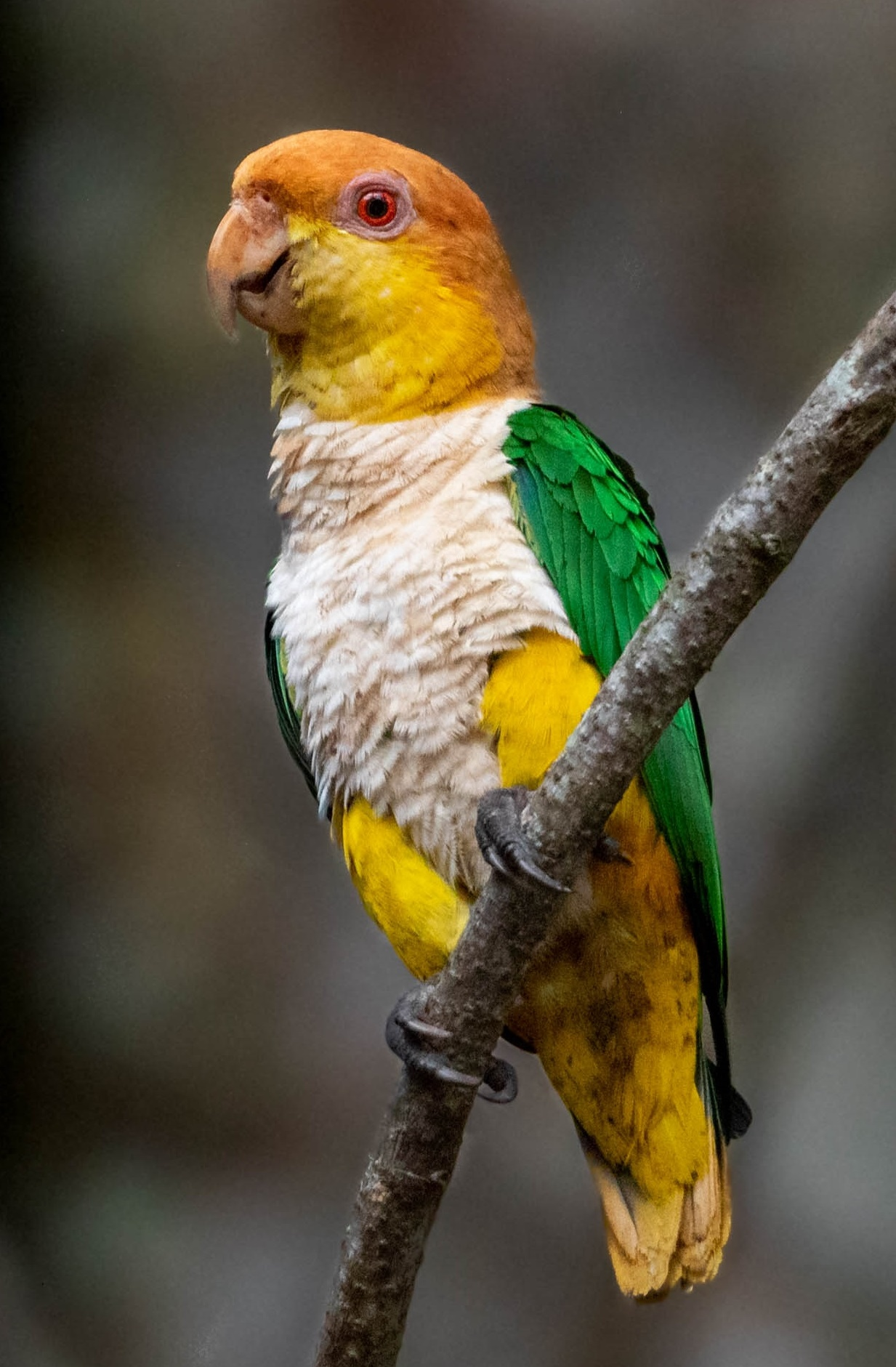
Białobrzuszka żółtosterna (P. l. xanthurus)

IOC wyróżnia następujące podgatunki:
- białobrzuszka żółtorzytna[4] (P. l. xanthomerius) (P.L. Sclater, 1858) – wschodnie Peru, północna Boliwia, zachodnia Brazylia[7]; możliwe, że w departamencie Santa Cruz zostały wytępione przez niszczenie środowiska[10]
- białobrzuszka żółtosterna[4] (P. l. xanthurus) Todd, 1925 – obszar od rzeki Juruá po Madeirę (zachodnio-centralna Brazylia na południe od Amazonki)
- białobrzuszka złotogłowa[4] (P. l. leucogaster) (Kuhl, 1820) – obszar od rzeki Madeira po północno-zachodni stan Maranhão (wschodnio-centralna Brazylia na południe od Amazonki[2]

Szacunkowy zasięg występowania u ptaków podgatunku nominatywnego wynosi 2,14 mln km², u P. l. xanthurus 441 tys. km², zaś u P. l. xanthomerius około 1,22 mln km². Całkowity zasięg występowania tego gatunku wynosi około 2,9 mln km².

## Morfologia

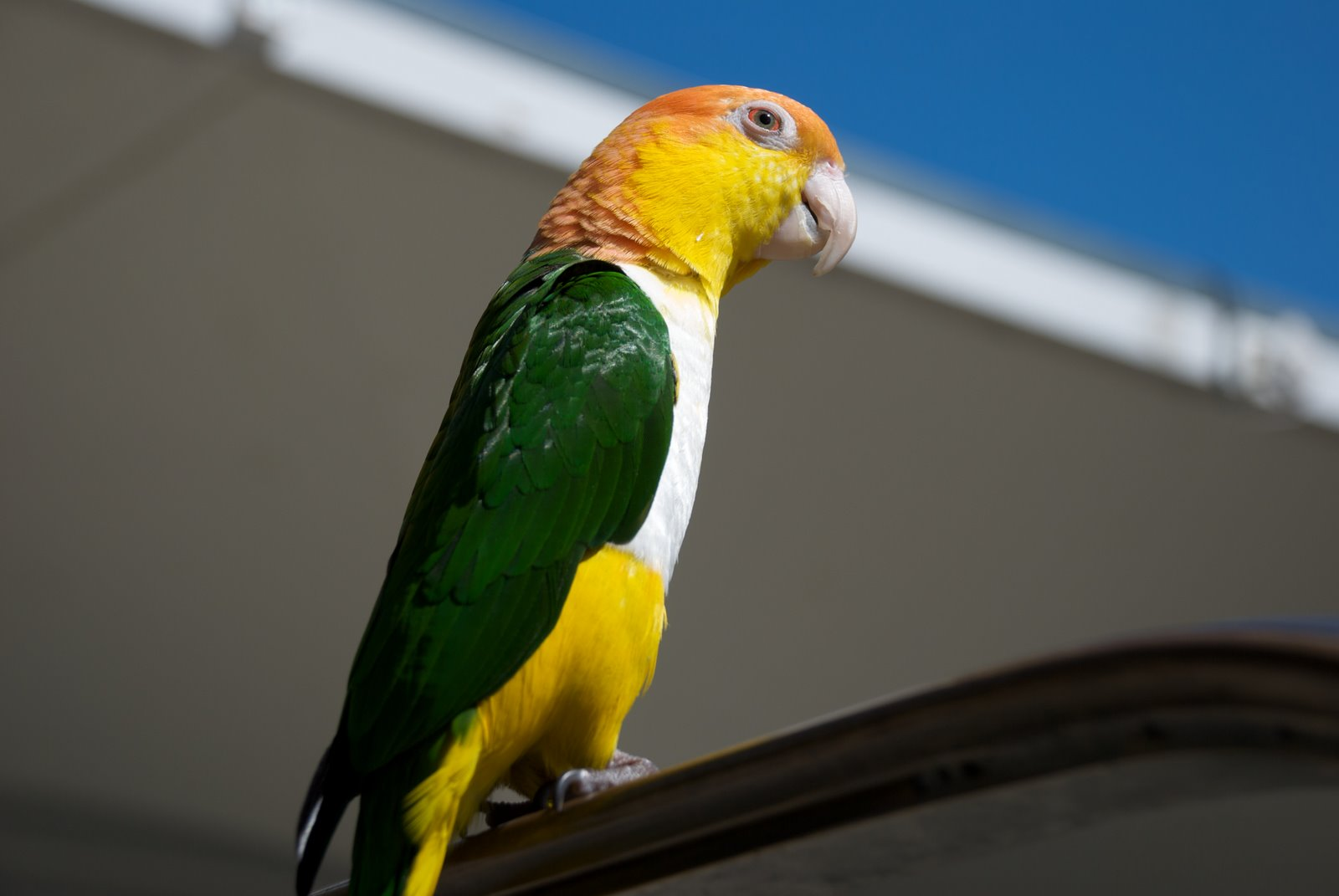
Białobrzuszka żółtorzytna (P. l. xanthomerius)

Długość ciała wynosi około 23 cm, masa ciała 130–170 g. U ptaków podgatunku nominatywnego ciemię, tylna część szyi i górna część pokryw usznych są pomarańczowe (inne źródło mówi o barwie brzoskwiniowej), natomiast policzki i gardło żółte. Pierś i brzuch są białe, co jest typowe dla ptaków z tego rodzaju. Skrzydła, boki ciała, nogawice grzbiet oraz górna część ogona są zielone. Lotki są ciemne. Tęczówka czerwona, nogi różowawe. Białobrzuszki żółtosterne (P. l. xanthurus) odróżniają się żółtymi bokami ciała, pokrywami podogonowymi i żółtymi sterówkami. Białobrzuszki żółtorzytne (P. l. xanthomerius) mają żółte boki ciała i nogawice – sterówki są jednak zielone. U osobników młodocianych spód ciała przybiera barwę nie białą, a żółtawą, do tego ich upierzenie jest bardziej matowe. Niektóre młode mają na głowie czarne pióra.

## Ekologia i zachowanie
Środowiskiem życia białobrzuszek złotogłowych każdego podgatunku są okolice rzek i strumieni w nizinnych lasach deszczowych. Preferują lasy várzea (sezonowo zalewane), występują jednak i w lasach terra firme (niezalewanych). Spotykane są do 1100 m n.p.m. (inne źródło mówi o 800 m n.p.m.). Pożywienie ptaków podgatunku nominatywnego jest słabo zbadane; wiadomo, że jedzą owoce euterpy warzywnej (Euterpe oleracea) i pąki kwiatowe. Ogółem barwinki te jedzą nasiona, owoce jagody, pąki, kwiaty, nektar i przypuszczalnie również owady. Żerują wcześnie rano i późnym popołudniem. Przebywają w parach lub małych grupach rodzinnych; widywano także grupy liczące do 30 osobników. Noce spędzają w dziuplach.

### Lęgi
Według BirdLife International w przypadku ptaków podgatunku nominatywnego we wschodniej części zasięgu lęgi stwierdzano w sierpniu. W północnej części Brazylii lęgi trwają od grudnia do lutego, w Ekwadorze i Peru w kwietniu i maju. Gniazdo umieszczone jest w dziupli około 30 m nad ziemią (dane z 1997). Nowsze informacje z Handbook of the Birds of the World Alive mówią, że lęgi odbywają się od listopada do stycznia. Zniesienie liczy 2 jaja ze skorupką o żółtawej barwie. Inne źródło mówi o zniesieniu liczącym 2–4 jaja (przybliżone wymiary z niewoli: 30 na 25 mm). Samica wysiaduje je blisko 25 dni. W niewoli są to ptaki terytorialne, podczas lęgów nie tolerują w swojej bliskości żadnych osobników swojego gatunku; w przypadku dwóch oddzielnych wolier muszą być one oddzielone odpowiednią ścianką działową (nie siatką), aby ptaki nie widziały się, bo to może zniechęcić je do lęgów.

## Status
IUCN klasyfikuje każdy z podgatunków osobno (uznając je za osobne gatunki). Białobrzuszka złotogłowa (P. l. leucogaster) ma rangę narażonej na wyginięcie (VU, Vulnerable); BirdLife International określa trend populacji jako spadkowy. Zagrożeniem dla tych ptaków jest wycinka lasów w dorzeczu Amazonki. Klasyfikacja VU zostala nadana w 2022 roku, natomiast w 2014 i 2016 roku - została zakwalifikowana jako zagrożona (EN, Endangered). BirdLife International nie wymienia żadnych parków narodowych, w których występowałyby te ptaki. Białobrzuszka żółtosterna (P. l. xanthurus) uznawana jest za najmniejszej troski (LC, Least Concern) od 2022 roku. Wcześniej, od 2014 roku (wcześniej nie była klasyfikowana jako osobny gatunek) była uznawana za narażona na wyginięcie (VU, Vulnerable). Występuje w Parku Narodowym Juruena. Trend populacji uznano za spadkowy. Białorzytki żółtorzytne uznawane są za gatunek najmniejszej troski (LC, Least Concern), ale trend ich liczebności uznaje się za spadkowy. Występują m.in. w Parku Narodowym Manú.
Nie jest to rzadki gatunek w polskich hodowlach. Są one łatwe do odchowania, przez co stanowią dobry wstęp dla hodowców innych, rzadszych papug południowoamerykańskich. Hodowlę barwinek białobrzuchych w Polsce zapoczątkowały importy z lat 90. XX wieku.